# Кариньяно
Кариньяно (итал. Carignano) — коммуна в Италии, располагается в регионе Пьемонт, на реке По в провинции Турин.
Население составляет 9005 человек (2008 г.), плотность населения составляет 180 чел./км². Занимает площадь 50 км². Почтовый индекс — 10041. Телефонный код — 011.
Покровителем коммуны почитается святой Реми, празднование в последнее воскресение сентября.

## Демография
Динамика населения:

## Администрация коммуны
- Официальный сайт: http://www.comune.carignano.to.it/